# Razac-de-Saussignac
Razac-de-Saussignac là một xã của Pháp, nằm ở tỉnh Dordogne trong vùng Aquitaine của Pháp.

## Hành chính
| Danh sách các xã trưởng                |             |                 |                  |                 |
| Giai đoạn                              | Giai đoạn   | Tên             | Đảng             | Tư cách         |
| tháng 3 năm 2001                       | 2006        | Joël Beltramini | -                | -               |
| 2006                                   | đương nhiệm | René Visentini  | không chính thức | nông dân về hưu |
| Tất cả các dữ liệu trước đây không rõ. |             |                 |                  |                 |

## Thông tin nhân khẩu
| Năm    | 1962 | 1968 | 1975 | 1982 | 1990 | 1999 | 2005 |
| ------ | ---- | ---- | ---- | ---- | ---- | ---- | ---- |
| Dân số | 327  | 310  | 282  | 274  | 308  | 332  | 365  |